# Chisoneta
Chisoneta es un género de arañas araneomorfas de la familia Leptonetidae. Se encuentra en Estados Unidos y México. 

## Lista de especies
Según The World Spider Catalog 11.5:
- Chisoneta chisosea (Gertsch, 1974)
- Chisoneta isolata (Gertsch, 1971)
- Chisoneta modica (Gertsch, 1974)
- Chisoneta pecki (Gertsch, 1971)